# Taufkerze

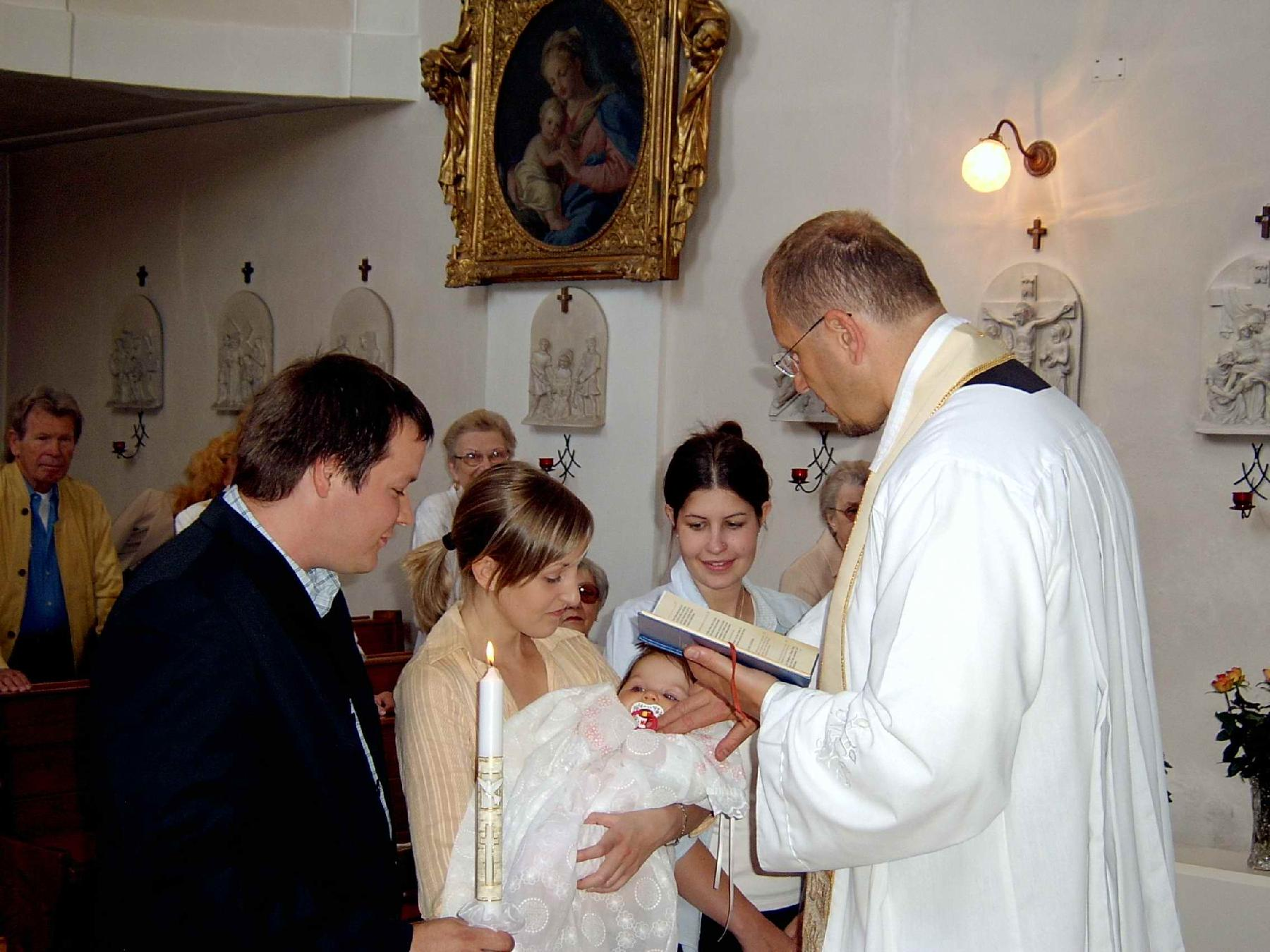
Brennende Taufkerze bei einer Kindertaufe in der römisch-katholischen Kirche

Die Überreichung der Taufkerze gehört zu den ausdeutenden Riten bei der Taufhandlung. Die Kerze wird im Rahmen der Tauffeier zum ersten Mal entzündet. Sie findet ihren Ursprung in der Feier der Osternacht, wobei Christen bereits seit dem 4. Jahrhundert Kerzen an der Osterkerze entzündeten.

## Symbolik
Außer dem Wasser hat auch das Licht bei der Taufe seit alters her große symbolische Bedeutung: Der Kirchenvater Ambrosius erwähnte, dass während des Ostergottesdienstes die Neugetauften mit brennenden Kerzen in die Kirche einzögen. Die Überreichung einer brennenden Kerze in der Tauffeier ist als Ritus seit dem 11. Jahrhundert bezeugt.

## Römisch-katholische Kirche
Die Taufkerze wird an der Osterkerze entzündet und unmittelbar nach der Überreichung des Taufgewandes (Taufkleid oder Taufschal) mit den Worten „Empfange das Licht Christi“ dem Täufling oder, wenn es sich um ein Kind handelt, dessen Eltern und Paten übergeben. Der Ablauf bei einer Kindertaufe ist folgender:
- Der Zelebrant lädt zum Entzünden der Taufkerze mit den Worten ein: „Empfange das Licht Christi.“
- Ein Familienmitglied entzündet die Taufkerze an der Osterkerze.
- Zelebrant: „Liebe Eltern und Paten. Ihnen wird dieses Licht anvertraut. Christus, das Licht der Welt, hat Ihr Kind erleuchtet. Es soll als Kind des Lichtes leben, sich im Glauben bewähren und dem Herrn und allen Heiligen entgegengehen, wenn er kommt in Herrlichkeit.“

Im 20. Jahrhundert bildete sich zunächst in der römisch-katholischen Kirche der Brauch heraus, die eigene Taufkerze aufzubewahren, sie zu besonderen Lebenssituationen anzuzünden „und so alle Stationen des Lebens ins Licht der Taufe zu stellen.“ So kann die Taufkerze auch als Erstkommunionskerze oder bei der kirchlichen Trauung verwendet werden, am Tauftag oder am Namenstag angezündet werden. Regional war das auch schon vorher üblich: In der Picardie etwa wurde die Taufkerze ein ganzes Leben lang aufbewahrt, um schließlich neben dem Sterbebett zu leuchten. Im Berchtesgadener Land wurde eine besonders große Taufkerze für alle Kinder der betreffenden Familie verwendet, so dass diese bei der Taufe des jüngsten Kindes nur noch ein kleiner Stumpen war.
1938 beobachtete man im Bistum Osnabrück die Neuerung, dass eine Tauffamilie die Kerze mit nach Hause nahm. Später kam das öfter vor. Dort wurde sie dann als Andenken für den Täufling in eine Rolle eingeschlagen, auf der Name des Kindes, sowie Datum und Ort der Taufe eingetragen wurden. Hier und da wurde dieses Andenken in den 1950er Jahren am Namenstag des Kindes hervorgeholt und in einer häuslichen Feier angezündet.

## Evangelische Kirchen
Später wurde die Taufkerze auch in vielen, aber keineswegs allen, evangelischen Kirchengemeinden übernommen: Seit etwa Ende der 1990er Jahre hat fast jedes evangelisch getaufte Kind eine Taufkerze zu Hause stehen. Am Geburts- oder Tauftag werden sie aus dem Schrank geholt. Diese Kerzen sollen der Tauferinnerung in der Familie dienen und bei Tauferinnerungsfeiern in die Kirche mitgebracht werden. Auch bei der Konfirmation finden sie Verwendung, oder werden für diesen Anlass neu hergestellt.
Das Entzünden der Taufkerze gehört zu den fakultativen Teilen eines evangelisch-lutherischen Taufgottesdienstes. Die Agende von 1988 regelt dazu Folgendes:
- Die Taufkerze wird an der Osterkerze oder an einer Altarkerze entzündet.
- Pfarrer: „Christus spricht: «Ich bin das Licht der Welt. Wer mir nachfolgt, der wird nicht wandeln in der Finsternis, sondern wird das Licht des Lebens haben.» Nimm hin diese brennende Kerze zum Zeichen, dass Christus das Licht deines Lebens ist.“
- Die brennende Taufkerze wird einem der Paten überreicht. Sie bleibt bis zum Schluss des Taufgottesdienstes brennen.

## Anglikanische Kirchen
Das Überreichen einer Taufkerze gehört auch bei den meisten Kirchen der Anglikanischen Gemeinschaft optional zu den ausdeutenden Riten bei der Taufhandlung. Eine Besonderheit der seit 1998 gültigen Taufliturgie der Church of England besteht darin, dass die brennende Kerze erst am Schluss des Gottesdienstes überreicht wird. Dies geschieht aus zwei Gründen: Es kam vor, dass jemand die Kerze, die das Licht Christi symbolisiert, während des Gottesdienstes auslöschte. Außerdem, und das war der Hauptgrund der liturgischen Kommission für die Änderung, soll das Licht Christi in die Welt hinaus scheinen.